# Bluesky
Bluesky là một dịch vụ mạng xã hội dạng tiểu blog. Tương tự như Twitter (X), người dùng có thể chia sẻ tin nhắn dưới dạng văn bản ngắn, hình ảnh và video trong các bài đăng được gọi là "skeet". Bluesky thuộc sở hữu của Bluesky Social PBC, một công ty phúc lợi công cộng có trụ sở tại Hoa Kỳ.
Bluesky được phát triển như một cài đặt mẫu của Giao thức AT, một giao thức truyền thông mở cho các mạng xã hội liên hợp. Bluesky Social quảng bá trải nghiệm người dùng có thể kết hợp và lựa chọn thuật toán là các tính năng cốt lõi của Bluesky. Nền tảng này cung cấp "thị trường thuật toán", nơi người dùng có thể chọn hoặc tạo bảng tin do thuật toán, dịch vụ kiểm duyệt và dán nhãn do người dùng quản lý và "gói dành cho người mới" do người dùng tạo để cho phép người dùng nhanh chóng theo dõi một số lượng lớn tài khoản liên quan trong một cộng đồng hoặc tiểu văn hóa. Giao thức AT cung cấp hệ thống xử lý dựa trên tên miền trong Bluesky, cho phép người dùng tự xác minh tính hợp pháp và danh tính của tài khoản bằng cách chứng minh quyền sở hữu tên miền.
Bluesky bắt đầu vào năm 2019 như một sáng kiến nghiên cứu tại Twitter và trở thành một công ty độc lập vào năm 2021. Việc phát triển ứng dụng này được thúc đẩy vào năm 2022 sau khi Elon Musk mua lại Twitter và sự cắt đứt quan hệ giữa hai công ty về sau. Bluesky ban đầu được ra mắt như một dịch vụ chỉ dành cho người được mời vào tháng 2 năm 2023 và bắt đầu cho phép đăng ký vào tháng 2 năm 2024. Cựu Tổng giám đốc của Twitter Jack Dorsey đã rời khỏi ban quản trị của Bluesky Social vào tháng 5 năm 2024. Mạng xã hội này đã phát triển sau tháng 10 năm 2024, đạt 20 triệu người dùng vào tháng 11 năm 2024.

## Lịch sử

### Sáng kiến nghiên cứu
|       | jack⚡️ | Twitter |
| @jack |        |         |

Twitter is funding a small independent team of up to five open source architects, engineers, and designers to develop an open and decentralized standard for social media. The goal is for Twitter to ultimately be a client of this standard. 🧵
Twitter đang tài trợ cho một đội ngũ nhỏ gồm tối đa năm kiến trúc sư, kỹ sư và nhà thiết kế nguồn mở độc lập để phát triển một tiêu chuẩn mở và phi tập trung cho phương tiện truyền thông xã hội. Mục tiêu cuối cùng là cho Twitter sử dụng tiêu chuẩn này. 🧵
11 tháng 12 năm 2019
CEO của Twitter vào thời điểm đó, Jack Dorsey, công bố sáng kiến Bluesky lần đầu tiên vào năm 2019 trên Twitter để khám phá khả năng phân cấp Twitter. Mục tiêu được nêu ra là tìm hoặc phát triển một tiêu chuẩn mở và phi tập trung cho mạng xã hội, giúp người dùng có thể kiểm soát tốt hơn dữ liệu và trải nghiệm của họ.
Twitter đã tập hợp một nhóm chuyên gia về công nghệ phi tập trung trong cuộc trò chuyện nhóm trên giao thức Matrix để đạt được sự đồng thuận về hướng tốt nhất cho việc phi tập trung. Tuy nhiên, đội ngũ không đạt được sự đồng thuận về những mục tiêu này. Hệ quả là Twitter quyết định chọn các đề xuất riêng lẻ từ các chuyên gia trong đội ngũ.
Vào đầu năm 2021, Bluesky đang trong giai đoạn nghiên cứu với 50 người từ cộng đồng công nghệ phi tập trung tích cực đánh giá các lựa chọn và tập hợp các đề xuất cho giao thức. Điều này dẫn đến việc Jay Graber được tuyển chọn vào tháng 8 năm 2021 để lãnh đạo dự án Bluesky và phát triển giao thức ADX (Authenticated Data Experiment, tạm dịch: "Thí nghiệm dữ liệu xác thực"), được xây dựng riêng cho mục đích phân cấp. Twitter đã tài trợ 13 triệu USD cho dự án Bluesky để bắt đầu phát triển.

### Thành lập công ty và độc lập khỏi Twitter
Vào tháng 10 năm 2021, Graber đưa dự án Bluesky trở thành một công ty độc lập mang tên "Bluesky Social" và lấy "các động cơ rất cố hữu đang tồn tại" trong Twitter làm lý do cho việc hoạt động độc lập. Bluesky Social trở thành một tập đoàn phúc lợi vào tháng 2 năm 2022, với sứ mệnh là "phát triển và thúc đẩy việc áp dụng công nghệ trên diện rộng cho việc thảo luận cởi mở và phi tập trung". Ba nhân viên đầu tiên của công ty được tuyển dụng vào tháng 3 năm 2022.
Sau khi Elon Musk mua lại Twitter, Twitter đã cắt đứt mọi quan hệ pháp lý và tài chính với Bluesky Social. Việc Musk tiếp quản không ảnh hưởng ngay lập tức đến hoạt động của Bluesky Social với tư cách là một công ty độc lập, nhưng lại ảnh hưởng đến triển vọng nhận tài trợ sau này. Bluesky Social đã phát triển Giao thức AT, cùng với một cài đặt chuẩn dưới dạng dịch vụ mạng xã hội, như một sản phẩm khả dụng tối thiểu. Công ty mở danh sách chờ cho dịch vụ này vào tháng 10 năm 2022.

### Phiên bản beta mở chỉ dành cho người được mời
Bluesky ra mắt dưới bản beta trên iOS chỉ dành cho khách mời vào tháng 2 năm 2023. Ứng dụng được phát hành cho Android vào tháng 4 năm 2023. Ngay sau khi ra mắt ứng dụng cho Android, mạng xã hội này đã công bố vào thời điểm đó rằng hiện có khoảng 50.000 người dùng. Mã cho ứng dụng trở thành mã nguồn mở theo giấy phép MIT vào tháng 5 năm 2023, với một số phần mềm máy chủ được cấp phép kép với giấy phép Apache. Bluesky thu hút sự chú ý của giới truyền thông ngay sau khi ra mắt do có mối quan hệ gần gũi với Twitter và Jack Dorsey.
Dịch vụ xã hội này thu hút các cộng đồng thiểu số và các tiểu văn hóa như cộng đồng người da màu, nghệ sĩ, cánh tả, chuyển giới, mại dâm và furry, những cộng đồng được hưởng lợi từ hệ thống mời. Những cộng đồng đầu tiên này thường được cho là lý do cho văn hóa thiên tả truyền thống của nền tảng và việc triển khai các tính năng quản lý và kiểm duyệt cộng đồng mạnh mẽ. Bluesky Social đã nhận thức được ảnh hưởng của những người dùng ban đầu này: Giám đốc điều hành Bluesky Rose Wang nói rằng mục tiêu ban đầu trong giai đoạn beta mở là "phát triển và nuôi dưỡng một nhóm người dùng quyền lực có thể giúp truyền bá và giúp chúng tôi thực sự truyền tải [...] và củng cố văn hóa" được thiết lập bởi những cộng đồng này.
Vào ngày 5 tháng 7 năm 2023, Bluesky Social thông báo rằng họ đã huy động được 8 triệu USD trong vòng gọi vốn do Neo dẫn đầu. Bluesky Social cam kết sử dụng số tiền này để phát triển đội ngũ, quản lý hoạt động, chi trả chi phí cơ sở hạ tầng và phát triển Giao thức AT. Công ty cũng thông báo việc chuyển đổi thành công ty vì lợi ích công cộng loại C.
Vào tháng 7 năm 2023, Bluesky vấp phải tranh cãi sau khi người dùng phát hiện ra ứng dụng này không ngăn chặn người dùng sử dụng những từ phân biệt chủng tộc trong tên người dùng của họ, cũng như xóa những lời lẽ phân biệt đối xử khỏi danh sách các từ bị gắn cờ của nền tảng. Điều này dẫn đến một "cuộc đình công" từ người dùng, trong đó họ quyết định không sử dụng ứng dụng cho đến khi Bluesky Social giải quyết vấn đề này. Việc này dẫn đến lời xin lỗi công khai từ Bluesky Social và việc cập nhật điều khoản dịch vụ của nền tảng để nêu rõ lệnh cấm các hành vi "công kích dựa trên chủng tộc, giới tính, tôn giáo, dân tộc, quốc tịch, khuyết tật hoặc khuynh hướng tính dục của họ" và việc thành lập một đội ngũ nội bộ nhằm đảm bảo sự tin tưởng và an toàn với dịch vụ.
Vào tháng 12 năm 2023, Bluesky Social công bố logo công ty mới để thay thế cho hình ảnh bầu trời nhiều mây được dùng trước đây; hình ảnh này cũng là biểu tượng cho ứng dụng và trang web chính thức. Biểu tượng mới là một con bướm màu xanh lam, lấy cảm hứng từ việc những người dùng hiện tại sử dụng biểu tượng cảm xúc con bướm làm tên tài khoản của họ.

Tổng số người dùng Bluesky đã tăng từ khoảng 200.000 vào tháng 7 năm 2023 lên hơn 5,9 triệu vào tháng 7 năm 2024, với mức tăng đáng kể vào đầu năm 2024.

Bluesky đã chứng kiến sự tăng trưởng nhanh chóng trong giai đoạn beta mở: mạng xã hội đạt 1 triệu người dùng đã đăng ký vào tháng 9 năm 2023 và vượt mốc 2 triệu người dùng vào tháng 11 trong cùng năm. Tính đến thời điểm ra mắt công chúng vào tháng 2 năm 2024, Bluesky có hơn 3 triệu người dùng.

### Ra mắt công chúng
Bluesky cho phép công chúng mở tài khoản vào ngày 6 tháng 2 năm 2024, một năm sau khi phát hành dưới dạng bản beta chỉ dành cho khách mời. Việc mở liên kết tới ứng dụng xã hội thông qua Giao thức AT được triển khai ngay sau đó, cho phép người dùng xây dựng các ứng dụng trong giao thức và cung cấp bộ nhớ lưu trữ riêng của họ cho nội dung được gửi tới Bluesky Social.
Bluesky đã trải qua một số đợt tăng trưởng và suy giảm đột ngột sau khi ra mắt công chúng, chủ yếu liên quan đến những tranh cãi và thay đổi tại Twitter. Những đợt bùng nổ này được các nhà phát triển tại Bluesky Social gọi là "Sự kiện Elon Musk" (Elon Musk Events) hay EME.
Bluesky sớm chứng kiến một lượng lớn người dùng nói tiếng Nhật tham gia sau khi ra mắt công khai, một phần là do những người dùng mạng xã hội nổi tiếng của Nhật Bản như nghệ sĩ Ui Shigure mở tài khoản trên nền tảng này.
Vào ngày 4 tháng 5 năm 2024, Jack Dorsey, người khởi xướng và tài trợ cho sáng kiến nghiên cứu Bluesky, đăng trên Twitter rằng ông không còn là thành viên trong ban quản trị Bluesky Social. Bluesky Social xác nhận thông tin này trong ngày hôm sau. Dorsey trước đó đã xóa tài khoản của mình khỏi nền tảng này và thể hiện sự ủng hộ của anh với Twitter và Nostr, một giao thức phi tập trung khác. Trong một cuộc phỏng vấn, Dorsey chỉ trích Bluesky Social, nói rằng họ "thực sự đang lặp lại tất cả những sai lầm mà [Twitter] với tư cách là một công ty đã mắc phải", chỉ trích cơ cấu tổ chức của Bluesky Social và việc đưa các công cụ kiểm duyệt nội dung vào Giao thức AT.
Vào tháng 8 năm 2024, sau khi Twitter bị chặn ở Brazil, Bluesky đã thu hút hơn 4 triệu người dùng trong vòng chưa đầy hai tuần và trở thành ứng dụng phổ biến nhất trên App Store và Play Store tại Brazil. Ngay sau đó, vào ngày 16 tháng 9, Bluesky thông báo rằng họ đã đạt 10 triệu người dùng. Số lượng người dùng hoạt động hàng ngày ở Brazil đã giảm xuống dưới 2 triệu vào tháng 10. 
Vào tháng 10 năm 2024, sau những thay đổi đối với Điều khoản dịch vụ để cho phép phân tích nội dung của người dùng cho mục đích đào tạo AI theo mặc định và tính năng chặn trên Twitter, hơn 1,2 triệu người dùng đã tham gia Bluesky trong vòng 2 ngày. Vào ngày 24 tháng 10, Bluesky Social thông báo rằng họ đã đạt mốc 13 triệu người dùng. Mạng xã hội cũng đã công bố vòng gọi vốn Series A trị giá 15 triệu USD do Blockchain Capital dẫn đầu. Công ty cam kết sẽ không tích hợp tiền điện tử vào ứng dụng hay Giao thức AT để không "tài chính hóa trải nghiệm xã hội".

### Tăng trưởng sau bầu cử Hoa Kỳ
Trong những tuần sau cuộc bầu cử tổng thống Hoa Kỳ năm 2024 vào ngày 5 tháng 11 năm 2024, trong đó cựu tổng thống Donald Trump tái đắc cử nhiệm kỳ thứ hai, hàng triệu người dùng Twitter từ Hoa Kỳ, Vương quốc Anh và Canada đã gia nhập Bluesky. Tính đến ngày 13 tháng 11, Bluesky đạt 15 triệu người dùng, với tốc độ tăng trưởng khoảng 1 triệu người dùng mỗi ngày và đứng đầu bảng xếp hạng trên App Store của Apple và Play Store của Google tại Hoa Kỳ.
Vào ngày 19 tháng 11, Bluesky chính thức vượt mốc 20 triệu người dùng, từ đó số lượng người dùng tăng gấp 3 lần trong vòng 3 tháng. Sự gia tăng này cũng kèm theo sự gia tăng đáng kể các báo cáo kiểm duyệt. Bluesky Safety đề cập đến việc này vào ngày 16 tháng 11 "Trong 24 giờ qua, chúng tôi đã nhận được hơn 42.000 báo cáo (mức cao nhất trong một ngày). Chúng tôi đang nhận được khoảng 3.000 báo cáo/giờ. Để đưa vào bối cảnh, trong cả năm 2023, chúng tôi nhận được 360.000 báo cáo". COO Rose Wang tuyên bố rằng trọng tâm chính của công ty trong quá trình tăng trưởng là đảm bảo nền tảng vẫn hoạt động trong khi duy trì tính toàn vẹn của các chính sách kiểm duyệt, đồng thời nhấn mạnh rằng việc kiểm duyệt nội dung hiệu quả sẽ giúp nâng cao trải nghiệm của người dùng.
Sự gia tăng lớn về số lượng người dùng khiến máy chủ bị quá tải tạm thời, khiến nền tảng phải mua thêm nhiều máy chủ hơn. Sự gia tăng này cũng đòi hỏi tăng cường kiểm duyệt nội dung. Trong khi sự tăng trưởng chủ yếu được thúc đẩy bởi người dùng châu Âu và Mỹ, mức độ phổ biến của nền tảng cũng gia tăng ở các nước Đông Á như Nhật Bản.

## Đặc trưng
Về mặt cấu trúc, Bluesky phần lớn tương tự Twitter. Người dùng có thể gửi tin nhắn văn bản 300 ký tự, hình ảnh và video trong các bài đăng ngắn. Người dùng có thể trả lời, đăng lại, trích dẫn bài viết và thích những bài viết này. Người dùng thường xuyên gọi các bài đăng trên nền tảng này là "skeet", một từ ghép của "sky" và "tweet", bất chấp sự phản đối của CEO Jay Graber.
Bluesky cung cấp hệ thống xử lý dựa trên tên miền thông qua Giao thức AT, cho phép người dùng tự xác minh tính chính danh và danh tính của tài khoản bằng cách chứng minh quyền sở hữu tên miền thông qua bản ghi DNS hoặc một trang HTTPS. Việc xác minh cần được lặp lại trực tiếp từ người tiêu dùng. Đặc tả không xử lý những thay đổi về trạng thái của tên miền.
Bluesky thúc đẩy "thị trường thuật toán" thông qua tính năng tùy chỉnh bản tin, nơi người dùng có thể chọn hoặc tạo bản tin do thuật toán. Giám đốc công nghệ của Bluesky, Paul Frazee, tuyên bố rằng "Trong các bản cập nhật về sau, [Bluesky] sẽ giúp người dùng dễ dàng tạo các bản tin tùy chỉnh trong ứng dụng".  Các công cụ bên thứ ba dùng để xuất bản Bản tin Tùy chỉnh trên Bluesky đã được các nhà phát triển độc lập tạo ra, bao gồm một ứng dụng khách phổ biến mang tên Skyfeed.
Bluesky Social tuyên bố rằng mục tiêu "không bị kiểm soát bởi một công ty" được củng cố bởi trải nghiệm người dùng có thể cấu hình, sự kiểm duyệt "có thể xếp chồng" và sự tùy chọn thuật toán của mỗi người. Nền tảng này cung cấp "thị trường thuật toán", là nơi người dùng có thể chọn hoặc tạo nguồn cấp dữ liệu thuật toán, dịch vụ kiểm duyệt và dán nhãn do người dùng quản lý và "gói dành cho người mới" do người dùng tạo ra để cho phép người dùng nhanh chóng theo dõi một số lượng lớn tài khoản liên quan trong một cộng đồng hoặc tiểu văn hóa.
Bluesky mở mã nguồn cho phần mềm kiểm duyệt nội bộ "Ozone" vào tháng 3 năm 2024 cho các dịch vụ được nêu trên.
Bluesky giới thiệu tính năng "chống nội dung độc hại" vào tháng 8 năm 2024. Tính năng này cho phép người dùng "tách" bài đăng có trích dẫn khỏi bài đăng gốc và ẩn các phản hồi cho bài đăng của người dùng. Bluesky cũng hứa sẽ bổ sung tính năng tương tự như ghi chú cộng đồng.

## Công nghệ
Bluesky công bố mã nguồn vào tháng 5 năm 2022 cho phiên bản đầu tiên của giao thức mạng xã hội liên hợp, giao thức được gọi là "thử nghiệm dữ liệu xác thực" (ADX), và đã được đổi tên thành Giao thức truyền xác thực (Authenticated Transfer, AT). Đội ngũ đã mở mã ban đầu của mình và cấp phép theo Giấy phép MIT để công khai quá trình phát triển.
Kiến trúc ban đầu của Giao thức AT tập trung vào ba dịch vụ chính: Máy chủ dữ liệu cá nhân (Personal Data Server, PDS), Relay (trước đây gọi là "Dịch vụ đồ thị lớn") và AppView. PDS là máy chủ lưu trữ dữ liệu người dùng trong "Kho dữ liệu" – nơi sử dụng cây Merkle. PDS cũng xử lý xác thực người dùng và quản lý chìa khóa đã ký cho các kho được lưu trữ. Relay được mô tả là giống một công cụ lập chỉ mục trên web, thu thập kho lưu trữ từ nhiều máy chủ PDS khác nhau và dẫn chúng qua một luồng thống nhất để các dịch vụ khác thu thập. Trong khi đó, AppView là các dịch vụ sử dụng dữ liệu từ Relay và có thể đưa dữ liệu đó cho người dùng đầu cuối. Tính đến tháng 11 năm 2024, đa số các bộ phận của giao thức chỉ có sẵn từ Bluesky Social hoặc cần phải hoạt động với các dịch vụ do công ty điều hành để kết nối với mạng, bao gồm không gian tên chứa mã định danh phi tập trung (Decentralized Identifier) chính được sử dụng cho hầu hết mọi tài khoản dựa trên thư mục chứa tất cả các danh tính và thông tin cốt lõi của chúng.
Trong khi phần lớn các tính năng của nền tảng đều có sẵn và được liên kết thông qua Giao thức AT, tin nhắn trực tiếp được cung cấp thông qua một dịch vụ trung tâm ngoài Giao thức AT và do Bluesky Social điều hành. Tính năng này dự định sẽ được phân cấp với tất cả các tin nhắn sẽ được mã hóa đầu cuối trong tương lai; iên bản hiện tại được giữ lại vì lợi ích của trải nghiệm người dùng.
Các bài đăng từ fediverse và hầu hết các nền tảng hỗ trợ nó như Mastodon và Threads có thể được chuyển đến Bluesky thông qua công cụ Bridgy Fed.

## Cơ cấu tổ chức
Bluesky Social, tên chính thức là Bluesky Social PBC, là một công ty tư nhân hoạt động vì lợi nhuận. Công ty có trụ sở chính tại Seattle, Washington, Hoa Kỳ. Bluesky Social là một công ty phúc lợi nên họ được dùng lợi nhuận cho lợi ích công cộng và không có nghĩa vụ phải tối đa hóa giá trị cổ đông hay trả lợi nhuận dưới dạng cổ tức cho các cổ đông. Công ty thuộc sở hữu của CEO Jay Graber và các nhân viên khác của Bluesky Social. Graber nắm giữ cổ phần sở hữu lớn nhất của công ty. Đến cuối năm 2024, các thành viên của hội đồng quản trị gồm có Graber, Jeremie Miller, Mike Masnick và Kinjal Shah.
Tính đến cuối năm 2024, nguồn tài trợ cho hoạt động chủ yếu đến từ các nhà đầu tư và công ty đầu tư mạo hiểm. Dịch vụ không có quảng cáo kể từ tháng 12 năm 2024 và Jay Graber tuyên bố rằng Bluesky sẽ không "thoái trào mạng xã hội bằng quảng cáo". Công ty đang xem xét giới thiệu dịch vụ đăng ký tùy chọn cho người dùng cũng như giới thiệu dịch vụ thanh toán giữa người dùng với người dùng.

## Đón nhận
Khi đánh giá ứng dụng vào tháng 2 năm 2023, TechCrunch gọi đây là "một trải nghiệm thực dụng giống Twitter, mặc dù còn khá thô sơ".
Lance Ulanoff của TechRadar ban đầu mở tài khoản vào tháng 4 năm 2023 và khi đó gọi Bluesky là nơi "yên tĩnh, kín đáo, chu đáo hoặc thậm chí là lịch sự. Nhìn chung, BlueSky tương đương với Shangri-La của mạng xã hội". Khi ông quay lại vào tháng 11 năm 2024 sau thời kỳ gia tăng đột biến số lượng người đăng ký hậu bầu cử Hoa Kỳ, anh nói rằng "hiện tại, đây là mạng xã hội thú vị nhất" và "Tôi đã dành cả ngày trên Bluesky Social và tôi không hề thấy hối tiếc".
Một bài đánh giá khác được đăng trong cùng tháng nhấn mạnh những điểm khác biệt chính giữa Bluesky và Twitter (X), đặc biệt là ở mức độ kiểm soát mà người dùng có được. Bluesky cho phép người dùng lọc nội dung và lựa chọn thuật toán thông qua các luồng nội dung có thể tùy chỉnh và cũng kết hợp các tính năng để chống quấy rối, bao gồm chức năng chặn và các công cụ chống nội dung độc hại, chẳng hạn như việc tách bài đăng khỏi việc bị người khác trích dẫn.
Jason Perlow từ ZDNet viết rằng "Đây không phải là sự thay thế trực tiếp cho Twitter (X), nhưng Bluesky mang đến rất nhiều thứ cho những ai muốn bắt đầu lại trong một mạng lưới phi tập trung và coi trọng quyền riêng tư". Ông nhấn mạnh bản chất phi tập trung được Bluesky tuyên bố, việc thiếu các bảng tin do thuật toán cung cấp và nói một cách hờ hững rằng "Bluesky có thể đáng để dành thời gian nếu bạn sẵn sàng từ bỏ bảng tin do thuật toán cung cấp và thử một mạng lưới mà ưu tiên quyền kiểm soát của người dùng".
Parnell Palme McGuinness của tờ báo Sydney Morning Herald chỉ trích nền tảng vào cuối năm 2024 và gọi Bluesky là "một trang blog nhỏ dành cho những kẻ lý tưởng hóa, thứ tận tụy bảo vệ họ khỏi thực tế của những ý kiến đa chiều trong một chế độ dân chủ", một "sinh quyển mong manh của một thực tại thay thế... nơi "những ý kiến chính thống hợp lý thu hút sự khó chịu của những người kiểm duyệt, và bị kiểm duyệt nhẹ nhàng vì lý do 'không khoan dung'"... không thực sự là thông tin mà thay vào đó là tổng hợp của các chân lý tiến bộ mang tính an ủi".